# София Ковалевска
София Василиевна Ковалевска е руска математичка, писателка и публицистка.

## Биография и творчество
София Василиевна Ковалевска е родена на 15 януари 1850 г. в Москва в дворянско семейство.
Ковалевска (по баща Круковская) получава всестранно домашно образование и проявява изключителни математически способности. През 1866 г. заминава за Петербург за да учи физика, но същевременно взема уроци по математика при най-известните математици.
За да се занимава с наука, сключва фиктивен брак (станал по-късно фактически) с естественика В. О. Ковалевски и заминава през 1869 г. за Хайделберг (днешна Германия, тогавашен Северногермански съюз), където учи математика. Премества се в Берлин през 1870 г. и четири години работи с известния математик Карл Вайерщрас. Въз основа на три студии, представени от него, Гьотингенският университет ѝ присъжда през 1874 г. научната степен доктор.
Ковалевска се завръща през 1874 г. в Руската империя, но не получава преподавателско място в Петербургския университет. През следващите години тя общува с интелектуалци и се занимава с литературно-публицистична дейност, без да има възможност за научна работа. Това е периодът когато се ражда дъщеря ѝ и Ковалевска публикува повестта си „Нихилистка“, драмата „Борба за щастие“ и семейната хроника „Спомени от детството“.
През ноември е поканена да стане частен доцент в Стокхолмския университет и тя приема, а на следващата година е избрана за професор. За осем години разработва и изнася лекции по дванадесет курса.
Получава награди за своите научни разработки по математически анализ, механика и астрономия на Парижката и на Шведската академии на науките. През 1889 г. е избрана за първата жена – член кореспондент на Академията на науките на Санкт Петербург.
През 1890 г. посещава за последно Русия с намерението да кандидатства за академик, но като жена не е допусната на заседанието на академията. При завръщането си в Стокхолм се разболява и умира на 29 януари (10 февруари) 1891 г. от пневмония.